# FC Midtjylland
Câu lạc bộ bóng đá Midtjylland (tiếng Đan Mạch: [ˈmitjyˌlænˀ], "Central Jutland") là một câu lạc bộ bóng đá chuyên nghiệp đến từ Herning và Ikast ở Trung Tây của vùng Jutland. Câu lạc bộ là kết quả của sự hợp nhất giữa Ikast FS (cũng là một câu lạc bộ tennis, cầu lông và bóng ném) và Herning Fremad. Câu lạc bộ bóng đá Midtjylland đang chơi ở giải Danish Superliga và vô địch giải đấu này lần đầu tiên vào năm 2015.

## Lịch sử câu lạc bộ

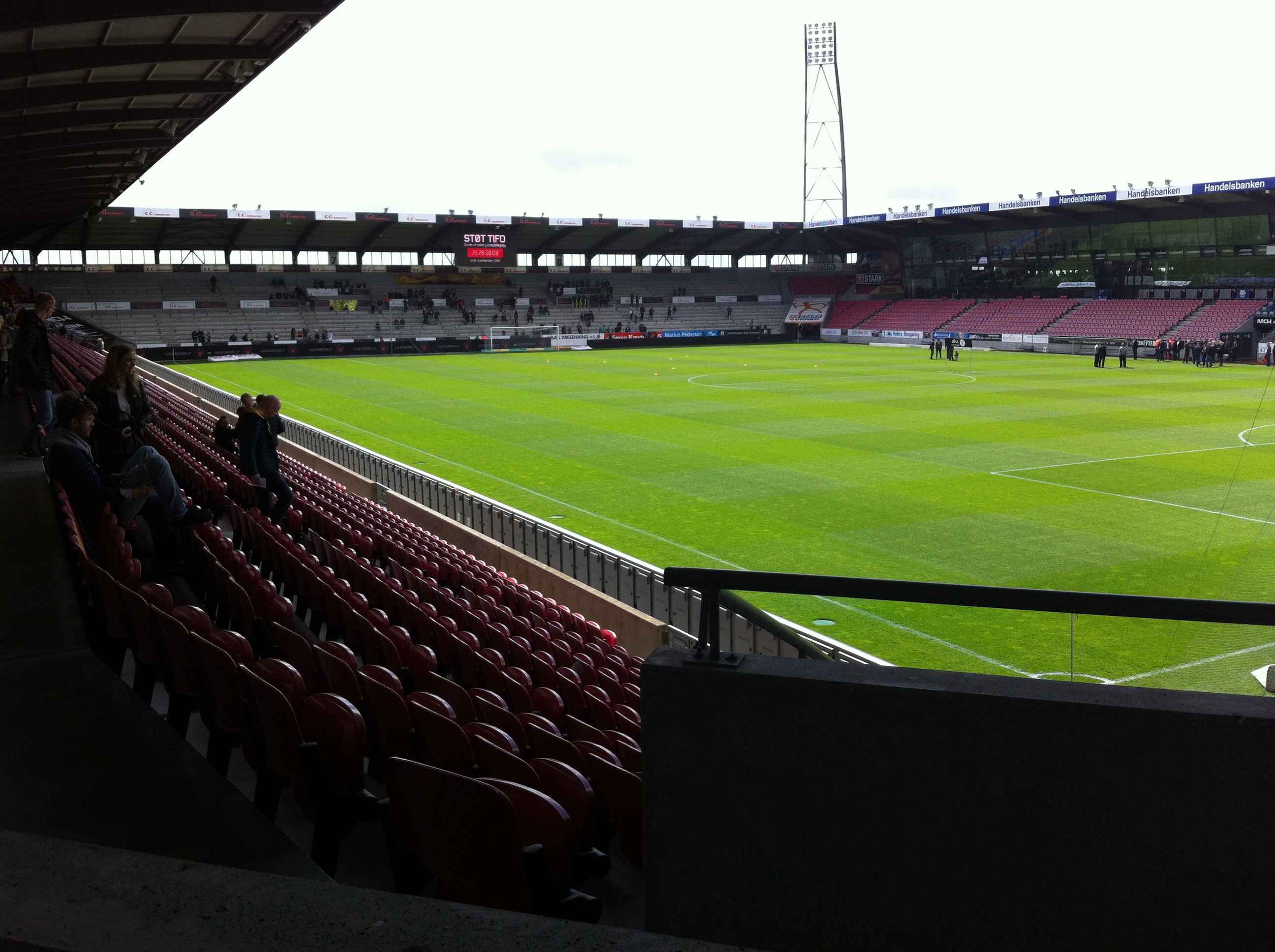
Sân vận động của câu lạc bộ Midtjylland. MCH Arena

Câu lạc bộ Midtjylland được thành lập bởi Johnny Rune, một thợ mộc và chủ sở hữu của doanh nghiệp cung cấp gỗ và Steen Hessel, một đạị lý của hãng Mercedes Benz.

Hai người đàn ông này muốn thống nhất lại hai câu lạc bộ bóng đá Ikast FS (thành lập năm 1935) và Herning Fremad (thành lập năm 1918)- Hai câu lạc bộ  mà trong nhiều thập kỷ qua là đối thủ lớn của nhau, nhưng chưa bao giờ có được thành công lớn trong làng bóng đá Đan Mạch. Ikast FS có một số thành công nhất định trong thập niên 70 và 80 nhưng đó là tất cả. Đã ít nhất 10 năm trôi qua nhưng hai câu lạc bộ vẫn không đồng ý về việc sáp nhập cho đến ngày 6 tháng 4 năm 1999, một thỏa thuận đã được đưa ra và đã được công bố vào buối họp báo hôm sau.
Năm 2000, Câu lạc bộ Midtjylland được lên giải Đan Mạch Superliga, sau một mùa giải mà đội bóng đã thu thập điểm nhiều hơn bất cứ đội nào khác trong lịch sử cua giải hạng nhất.
Vào tháng 7 năm 2014, Matthew Benham (chủ sở hữu của câu lạc bộ ở giải Championship của Anh là Brentford) đã trở thành cổ đông lớn của công ty mẹ FC Midtjylland là FCM Holding. Trong mùa giải 2014-15 họ giành chức vô địch ở Superliga Đan Mạch.

## Phát triển
Midtjylland đã tạo dựng được danh tiếng trong việc tìm kiếm và phát triển những tài năng đầy triển vọng, đồng thời có một học viện đào tạo trẻ được đánh giá cao.
Vào tháng 7 năm 2004, Midtjylland là câu lạc bộ Đan Mạch đầu tiên thành lập học viện bóng đá của riêng mình, tương tự như học viện bóng đá của Pháp Nantes. Học viện thu hút các cầu thủ từ khắp Đan Mạch, cũng như các cầu thủ từ FC Ebedei, một câu lạc bộ đối tác ở Nigeria. Câu lạc bộ đã phát triển một mạng lưới gồm hơn 100 câu lạc bộ nằm ở phía tây Jutland.
Năm 2008, trung vệ người Đan Mạch Simon Kjær, một tài năng của học viện, đã được bán cho Palermo với mức phí chuyển nhượng khoảng DKK30 million (4 triệu euro). Năm 2010, Sune Kiilerich, một tài năng khác của học viện, đã được bán cho Sampdoria, trong khi Winston Reid, một sản phẩm của học viện và tuyển thủ New Zealand, đã được bán cho West Ham United với giá DKK32 million (€4,26 triệu). Năm 2016, đội phó Erik Sviatchenko  đã được bán với giá £1,5 million cho Celtic.
Doanh số bán sản phẩm của học viện đáng chú ý khác bao gồm Pione Sisto cho Celta Vigo, Rasmus Nissen cho Ajax, Andreas Poulsen đến Borussia Mönchengladbach và Mikkel Duelund đến Dynamo Kyiv.

## Sân vận động
Năm 2004, đội chuyển đến sân vận động mới ở Herning với sức chứa 11.432 khán giả. Midtjylland là câu lạc bộ Đan Mạch đầu tiên bán quyền đặt tên sân vận động cho một nhà tài trợ, dẫn đến cái tên "SAS Arena" sau đó được đổi thành MCH Arena. Trận khai mạc sân vận động diễn ra vào ngày 27 tháng 3; nó đã thành công khi Midtjylland đánh bại AB 6–0. Năm trong số các bàn thắng được ghi bởi tiền đạo người Ai Cập Mohamed Zidan.
Vào ngày 22 tháng 6 năm 2022, câu lạc bộ bắt đầu mở rộng MCH Arena để bổ sung thêm phòng khách mới và 11 hộp VIP mới. Việc mở rộng sẽ nâng tổng sức chứa lên 720 chỗ, nâng sức chứa từ 11.432 lên tổng số 12.152. Việc mở rộng được cho là sẽ hoàn thành vào tháng 12 năm 2023.

## Đối tác
Black Wolves là một fan hâm mộ chính thức của FC Midtjylland. Nó được thành lập vào đầu tháng 8 năm 1999, với tư cách là fanclub chính thức của Ikast FS 1993 "Yellow Flames" đã đổi tên tại một cuộc họp chung bất thường. Ultra Boys Midtjylland là phe không chính thức đầu tiên ở Midtjylland, được thành lập vào năm 2007 và sau đó đổi tên thành Ultras Midtjylland. Vào năm 2014, Midtjylland có phe không chính thức thứ hai, phe thanh niên tên là Midtjylland Ungdom. Tính đến hôm nay, có ba phe phái không chính thức: Zartow, Chaos Crew và Midtjylland Ungdom. Nói chung, tất cả những người ủng hộ FC Midtjylland đều mang tên Hedens Drenge.
Hedens Drenge hiện là tài khoản mạng xã hội dựa trên người hâm mộ lớn nhất Midtjylland, với khoảng 11.000 người theo dõi trên Instagram và Facebook cộng lại.
Đối thủ chính của câu lạc bộ là Viborg FF. Sự kình địch này thường được gọi là Trận chiến của Heath, Trận chiến hận thù và Trận derby Midtjylland. Trận derby được cho là lớn thứ hai ở Đan Mạch sau FC København và Brøndby IF.

## Danh hiệu
- Ngoại hạng Đan Mạch
  - Vô địch (3): 2014–15, 2017–18, 2019 –20
  - Á quân (5): 2006–07, 2007–08, 2018–19 , 2020–21, 2021–22
- Giải hạng nhất Đan Mạch
  - Vô địch (1): 1999–2000
- Cúp quốc gia Đan Mạch
  - Vô địch (2): 2018–19, 2021–22
  - Á quân (4): 2002–03, 2004–05, 2009–10 , 2010–11

## Cầu thủ

### Đội hình
Tính đến 1 tháng 2 năm 2024

Ghi chú: Quốc kỳ chỉ đội tuyển quốc gia được xác định rõ trong điều lệ tư cách FIFA. Các cầu thủ có thể giữ hơn một quốc tịch ngoài FIFA.
| Số | VT | Quốc gia     | Cầu thủ                       |
| -- | -- | ------------ | ----------------------------- |
| 1  | TM | Đan Mạch     | Jonas Lössl                   |
| 2  | TV | Đan Mạch     | André Rømer                   |
| 3  | HV | Hàn Quốc     | Lee Han-beom                  |
| 5  | TV | Uruguay      | Emiliano Martínez             |
| 6  | HV | Thụy Điển    | Joel Andersson                |
| 8  | TV | Thụy Điển    | Kristoffer Olsson             |
| 9  | TĐ | Na Uy        | Ola Brynhildsen               |
| 10 | TĐ | Hàn Quốc     | Cho Gue-sung                  |
| 11 | TĐ | Chile        | Darío Osorio                  |
| 13 | HV | Séc          | Adam Gabriel                  |
| 14 | HV | Đan Mạch     | Henrik Dalsgaard (đội trưởng) |
| 15 | HV | Iceland      | Sverrir Ingi Ingason          |
| 17 | TĐ | Guiné-Bissau | Franculino Djú                |

| Số | VT | Quốc gia     | Cầu thủ                            |
| -- | -- | ------------ | ---------------------------------- |
| 20 | TV | Đan Mạch     | Valdemar Byskov                    |
| 22 | HV | Đan Mạch     | Mads Bech Sørensen                 |
| 24 | TV | Đan Mạch     | Oliver Sørensen                    |
| 29 | HV | Brasil       | Paulinho                           |
| 35 | TV | Brasil       | Charles                            |
| 37 | TV | Thụy Điển    | Armin Gigović (cho mượn từ Rostov) |
| 38 | TĐ | Brasil       | Marrony                            |
| 45 | TĐ | Sierra Leone | Alhaji Kamara                      |
| 50 | TM | Áo           | Martin Fraisl                      |
| 55 | HV | Đan Mạch     | Victor Bak Jensen                  |
| 58 | TĐ | Thổ Nhĩ Kỳ   | Aral Şimşir                        |
| 73 | HV | Brasil       | Juninho                            |
| 90 | TM | Đan Mạch     | Oscar Hedvall                      |

### Cầu thủ trẻ được sử dụng trong mùa 2023-24
Ghi chú: Quốc kỳ chỉ đội tuyển quốc gia được xác định rõ trong điều lệ tư cách FIFA. Các cầu thủ có thể giữ hơn một quốc tịch ngoài FIFA.
| Số | VT | Quốc gia     | Cầu thủ             |
| -- | -- | ------------ | ------------------- |
| 18 | TV | Guiné-Bissau | Alamari Djabi       |
| 19 | TĐ | Nigeria      | Stanley Iheanacho   |
| 31 | TM | Đan Mạch     | Christian Rust      |
| 33 | TĐ | Đan Mạch     | Mikel Gogorza       |
| 33 | HV | Iceland      | Daníel Kristjánsson |

| Số | VT | Quốc gia | Cầu thủ             |
| -- | -- | -------- | ------------------- |
| 33 | TV | Đan Mạch | Akwasi Owusu        |
| 34 | HV | Đan Mạch | Adam Andersen       |
| 34 | TV | Đan Mạch | Jonatan Lindekilde  |
| 40 | TV | Đan Mạch | Christian Jørgensen |
| 55 | TĐ | Đan Mạch | Julius Voldby       |

### Cho mượn
Ghi chú: Quốc kỳ chỉ đội tuyển quốc gia được xác định rõ trong điều lệ tư cách FIFA. Các cầu thủ có thể giữ hơn một quốc tịch ngoài FIFA.
| Số | VT | Quốc gia | Cầu thủ                                                     |
| -- | -- | -------- | ----------------------------------------------------------- |
| —  | TM | Đan Mạch | Valdemar Birksø (tại Fredericia đến 30 tháng 6 năm 2024)    |
| —  | TM | Iceland  | Elías Rafn Ólafsson (tại Mafra đến 30 tháng 6 năm 2024)     |
| —  | TM | Nigeria  | Mark Ugboh (tại Holstebro Boldklub đến 30 tháng 6 năm 2024) |
| —  | HV | Đan Mạch | Pontus Texel (tại Mafra đến 30 tháng 6 năm 2024)            |
| —  | HV | Đan Mạch | Mikkel Fischer (tại Fredericia đến 30 tháng 6 năm 2024)     |
| —  | HV | Đan Mạch | Stefan Gartenmann (tại Aberdeen đến 30 tháng 6 năm 2024)    |
| —  | HV | Colombia | Pablo Ortíz (tại Pardubice đến 30 tháng 6 năm 2024)         |
| —  | TV | Đan Mạch | Andreas Nibe (tại Mafra đến 30 tháng 6 năm 2024)            |

| Số | VT | Quốc gia | Cầu thủ                                                    |
| -- | -- | -------- | ---------------------------------------------------------- |
| —  | TV | Đan Mạch | Jonathan Lind (at Mafra đến 30 tháng 6 năm 2024)           |
| —  | TV | Zambia   | Edward Chilufya (tại Häcken đến 30 tháng 6 năm 2024)       |
| —  | TĐ | Brasil   | Júnior Brumado (tại Hansa Rostock đến 30 tháng 6 năm 2024) |
| —  | TĐ | Đan Mạch | Frederik Heiselberg (tại Horsens đến 30 tháng 6 năm 2024)  |
| —  | TĐ | Đan Mạch | August Priske (tại FC Eindhoven đến 30 tháng 6 năm 2024)   |
| —  | TĐ | Đan Mạch | Victor Lind (tại Vejle đến 30 tháng 6 năm 2024)            |
| —  | TĐ | Colombia | Juan Felipe Moreno (tại Mafra đến 30 tháng 6 năm 2024)     |

### Cầu thủ đáng chú ý qua từng thập niên
1990s
- Søren Skriver (1994–2004)
- Frank Kristensen (1997–2011, 2013–2014)
- Peter Skov-Jensen (1999–2005)

2000s
- Mohamed Zidan (2003–2005)
- Danny Califf (2008–2009)
- Mads Albæk (2004–2013)
- Kristijan Ipša (2008–2013)
- Winston Reid (2005–2010)
- Mikkel Thygesen (2004–2007, 2007–2011)
- Jonas Lössl (2008–2014, 2021–)
- Simon Kjær (2007–2008)

2010s
- Petter Andersson (2012–2016)
- Rafael van der Vaart (2016–2018)
- Sylvester Igboun (2010–2015)
- Paul Onuachu (2013–2019)
- Frank Onyeka (2018–2021)
- Jakob Poulsen (2010–2012, 2014–2019)
- Rasmus Nissen (2012–2018)
- Morten Rasmussen (2012–2016)
- Pione Sisto (2013–2016, 2020–)
- Bill Hamid (2018–2020)
- Tim Sparv (2014–2020)

2020s
- Evander (2019–2022)
- Anders Dreyer (2020–2021, 2022)
- Vagner Love (2022)

## Ban huấn luyện

### Ban huấn luyện hiện tại
| Chức vụ                       | Tên               |
| ----------------------------- | ----------------- |
| Huấn luyện viên trưởng        | Thomas Thomasberg |
| Trợ lý huấn luyện viên        | Niels Lodberg     |
| Huấn luyện viên thủ môn       | Lasse Heinze      |
| Trưởng phòng phân tích        | Sören Bjerg       |
| Chuyên viên phân tích đối thủ | Oliver Heil       |

### Ban quản lý
| Chức vụ                        | Tên               |
| ------------------------------ | ----------------- |
| Giám đốc bóng đá               | Svend Graversen   |
| Giám đốc thể thao              | Kristian Bach Bak |
| Trưởng ban huấn luyện học viện | Jan Knudsen       |

## Huấn luyện viên
- Ove Pedersen (1 tháng 7 năm 1999 – 30 tháng 6 năm 2002)
- Troels Bech (1 tháng 7 năm 2002 – 31 tháng 12 năm 2003)
- Erik Rasmussen (1 tháng 1 năm 2004 – 30 tháng 6 năm 2008)
- Thomas Thomasberg (1 tháng 7 năm 2008 – 11 tháng 8 năm 2009)
- Allan Kuhn (12 tháng 8 năm 2009 – 15 tháng 4 năm 2011)
- Glen Riddersholm (16 tháng 4 năm 2011– 25 tháng 6 năm 2015)
- Jess Thorup (12 tháng 7 năm 2015 – 10 tháng 10 năm 2018)
- Kenneth Andersen (10 tháng 10 năm 2018 – 19 tháng 8 năm 2019)
- Brian Priske (19 tháng 8 năm 2019 – 29 tháng 5 năm 2021)
- Bo Henriksen (31 tháng 5 năm 2021 – 28 tháng 7 năm 2022)
- Henrik Jensen (28 tháng 7 năm 2022 – 24 tháng 8 năm 2022)
- Albert Capellas (24 tháng 8 năm 2022 – 13 tháng 3 năm 2023)
- Thomas Thomasberg (23 tháng 3 năm 2023 - )

## Lịch sử thi đấu của đội với các đội bóng Châu Âu
Trận đấu đầu tiên ở châu Âu của FC Midtjylland diễn ra vào ngày 9 tháng 8 năm 2001 tại UEFA Cup 2001–02 khi họ chạm trán với Glentoran của Bắc Ireland với tỷ số hòa 1-1 ở trận lượt đi ở vòng loại trước khi tiến tới Vòng đấu đầu tiên và bị loại bởi Sporting CP. Năm 2016, Midtjylland lọt vào Vòng 32 của 2015–16 UEFA Europa League, nơi họ giành chiến thắng 2-1 trên sân nhà trước Manchester United nhưng cuối cùng lại thua 6–3 sau tổng 2 lượt trận đi và về.
| Mùa giải | Giải thi đấu                  | Vòng đấu | Câu lạc bộ                            | Sân nhà     | Sân khách    | Tỉ số chung cuộc |  |
| -------- | ----------------------------- | -------- | ------------------------------------- | ----------- | ------------ | ---------------- |  |
| 2001–02  | UEFA Cup                      | QR       | Glentoran                             | 1–1         | 4–0          | 5–1              |  |
| 2001–02  | UEFA Cup                      | 1R       | Sporting Lisbon                       | 0–3         | 2–3          | 2–6              |  |
| 2002–03  | UEFA Cup                      | QR       | FK Pobeda                             | 3–0         | 0–2          | 3–2              |  |
| 2002–03  | UEFA Cup                      | 1R       | NK Varaždin                           | 1–0         | 1–1          | 2–1              |  |
| 2002–03  | UEFA Cup                      | 2R       | Anderlecht                            | 0–3         | 1–3          | 1–6              |  |
| 2005–06  | UEFA Cup                      | 1Q       | Bản mẫu:Country data FAR B36 Tórshavn | 2–1         | 2–2          | 4–3              |  |
| 2005–06  | UEFA Cup                      | 1R       | CSKA Moscow                           | 1–3         | 1–3          | 2–6              |  |
| 2007–08  | UEFA Cup                      | 1Q       | Keflavík ÍF                           | 2–1         | 2–3          | 4–4 (a)          |  |
| 2007–08  | UEFA Cup                      | 2Q       | FC Haka                               | 5–2         | 2–1          | 7–3              |  |
| 2007–08  | UEFA Cup                      | 1R       | Lokomotiv Moscow                      | 1–3         | 0–2          | 1–5              |  |
| 2008–09  | UEFA Cup                      | 1Q       | Bangor City                           | 4–0         | 6–1          | 10–1             |  |
| 2008–09  | UEFA Cup                      | 2Q       | Manchester City                       | 0–1 (a.e.t) | 1–0          | 1–1 (2–4p)       |  |
| 2011–12  | UEFA Europa League            | 2Q       | The New Saints                        | 5–2         | 3–1          | 8–3              |  |
| 2011–12  | UEFA Europa League            | 3Q       | Vitória S.C.                          | 0–0         | 1–2          | 1–2              |  |
| 2012–13  | UEFA Europa League            | PO       | Young Boys Bern                       | 0–3         | 2–0          | 2–3              |  |
| 2014–15  | UEFA Europa League            | PO       | Panathinaikos                         | 1–2         | 1–4          | 2–6              |  |
| 2015–16  | UEFA Champions League         | 2Q       | Lincoln Red Imps                      | 1–0         | 2–0          | 3–0              |  |
| 2015–16  | UEFA Champions League         | 3Q       | APOEL                                 | 1–2         | 1–0          | 2–2 (a)          |  |
| 2015–16  | UEFA Europa League            | PO       | Southampton                           | 1–0         | 1–1          | 2–1              |  |
| 2015–16  | UEFA Europa League            | Group D  | Napoli                                | 1–4         | 0–5          | 2nd              |  |
| 2015–16  | UEFA Europa League            | Group D  | Club Brugge                           | 1–1         | 3–1          | 2nd              |  |
| 2015–16  | UEFA Europa League            | Group D  | Legia Warsaw                          | 1–0         | 0–1          | 2nd              |  |
| 2015–16  | UEFA Europa League            | R32      | Manchester United                     | 2–1         | 1–5          | 3–6              |  |
| 2016–17  | UEFA Europa League            | 1Q       | Sūduva Marijampolė                    | 1–0         | 1–0          | 2–0              |  |
| 2016–17  | UEFA Europa League            | 2Q       | FC Vaduz                              | 3–0         | 2–2          | 5–2              |  |
| 2016–17  | UEFA Europa League            | 3Q       | Videoton                              | 1–1 (a.e.t) | 1–0          | 2–1              |  |
| 2016–17  | UEFA Europa League            | PO       | Osmanlıspor                           | 0–1         | 0–2          | 0-3              |  |
| 2017–18  | UEFA Europa League            | 1Q       | Derry City                            | 6–1         | 4–1          | 10–2             |  |
| 2017–18  | UEFA Europa League            | 2Q       | Ferencváros                           | 3–1         | 4–2          | 7–3              |  |
| 2017–18  | UEFA Europa League            | 3Q       | Arka Gdynia                           | 2–1         | 2–3          | 4–4 (a)          |  |
| 2017–18  | UEFA Europa League            | PO       | Apollon Limassol                      | 1–1         | 2–3          | 3–4              |  |
| 2018–19  | UEFA Champions League         | 2Q       | Astana                                | 0–0         | 1–2          | 1–2              |  |
| 2018–19  | UEFA Europa League            | 3Q       | The New Saints                        | 3–1         | 2–0          | 5–1              |  |
| 2018–19  | UEFA Europa League            | PO       | Malmö FF                              | 0–2         | 2–2          | 2–4              |  |
| 2019–20  | UEFA Europa League            | 3Q       | Rangers                               | 2–4         | 1–3          | 3–7              |  |
| 2020–21  | UEFA Champions League         | 2Q       | Ludogorets Razgrad                    | —           | 1–0          | —                |  |
| 2020–21  | UEFA Champions League         | 3Q       | Young Boys                            | 3–0         | —            | —                |  |
| 2020–21  | UEFA Champions League         | PO       | Slavia Prague                         | 4–1         | 0–0          | 4–1              |  |
| 2020–21  | UEFA Champions League         | Group D  | Atalanta                              | 0–4         | 1–1          | 4th              |  |
| 2020–21  | UEFA Champions League         | Group D  | Liverpool                             | 1–1         | 0–2          | 4th              |  |
| 2020–21  | UEFA Champions League         | Group D  | Ajax                                  | 1–2         | 1–3          | 4th              |  |
| 2021–22  | UEFA Champions League         | 2Q       | Celtic                                | 1–1         | 2–1          | 3–2              |  |
| 2021–22  | UEFA Champions League         | 3Q       | PSV Eindhoven                         | 0–3         | 0–1          | 0–4              |  |
| 2021–22  | UEFA Europa League            | Group F  | Braga                                 | 1–3         | 3–2          | 3rd              |  |
| 2021–22  | UEFA Europa League            | Group F  | Red Star Belgrade                     | 1–1         | 1–0          | 3rd              |  |
| 2021–22  | UEFA Europa League            | Group F  | Ludogorets Razgrad                    | 1–1         | 0–0          | 3rd              |  |
| 2021–22  | UEFA Europa Conference League | KPO      | PAOK                                  | 1–0         | 1–2          | 2–2 (3–5 p)      |  |
| 2022–23  | UEFA Champions League         | 2Q       | AEK Larnaca                           | 1–1         | 1–1 (s.h.p.) | 2–2 (4–3 p)      |  |
| 2022–23  | UEFA Champions League         | 3Q       | Benfica                               | 1–3         | 1–4          | 2–7              |  |
| 2022–23  | UEFA Europa League            | Group F  | Lazio                                 | 5–1         | 1−2          | 2nd              |  |
| 2022–23  | UEFA Europa League            | Group F  | Feyenoord                             | 2−2         | 2−2          | 2nd              |  |
| 2022–23  | UEFA Europa League            | Group F  | Sturm Graz                            | 2−0         | 0–1          | 2nd              |  |
| 2022–23  | UEFA Europa League            | KPO      | Sporting CP                           | 0–4         | 1–1          | 1–5              |  |
| 2023–24  | UEFA Europa Conference League | 2Q       | Progrès Niederkorn                    | 2−0         | 1–2 (s.h.p.) | 3–2              |  |
| 2023–24  | UEFA Europa Conference League | 3Q       | Omonia                                | 5−1         | 0–1          | 5–2              |  |
| 2023–24  | UEFA Europa Conference League | PO       | Legia Warsaw                          | 3–3         | 1–1 (s.h.p.) | 4–4 (5–6 p)      |  |